# Onthophagus sloanei
Onthophagus sloanei är en skalbaggsart som beskrevs av Blackburn 1903. Onthophagus sloanei ingår i släktet Onthophagus och familjen bladhorningar. Inga underarter finns listade i Catalogue of Life.